# Alfred Kleine

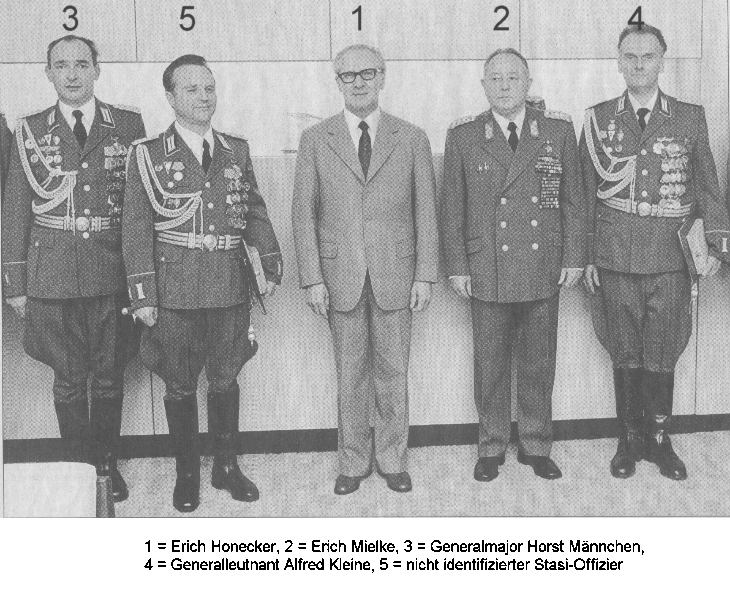
Alfred Kleine (4, ganz rechts) mit Erich Honecker (1), Erich Mielke (2) und Horst Männchen (3).

Alfred Kleine (* 13. November 1930 in Leipzig) war ein Hauptabteilungsleiter im Ministerium für Staatssicherheit (MfS). Er war Leiter der Hauptabteilung XVIII (Volkswirtschaft).

## Leben
Als Sohn eines Kraftfahrers in Leipzig geboren, absolvierte Kleine 1947 die Mittlere Reife. Anschließend lernte er den Beruf des Verwaltungsangestellten und war als solcher bis 1950 tätig. 1950 trat Kleine der SED bei und wurde Wirtschaftsleiter des Krankenhauses Leipzig-Dösen. 1952 übernahm er die Verwaltungsleitung eines Betriebes, ehe er 1953 beim MfS eingestellt wurde. Dort arbeitete er für die HA III (Volkswirtschaft) und war ab 1955 stellvertretender, später Abteilungsleiter. 1956 wurde er zum stellvertretenden Leiter der HA III ernannt. Diese trug ab 1964 die Bezeichnung HA XVIII. 1956 begann er ein Fernstudium an der Hochschule für Ökonomie Berlin, welches er 1962 als Diplom-Wirtschaftler abschloss. 1967/68 wurde er zeitweilig vom Dienst freigestellt und promovierte an der Hochschule des Ministeriums für Staatssicherheit (JHS) zum Dr. jur. mit einer Kollektivdissertation zum Thema „Das System des Geheimnisschutzes in ausgewählten Bereichen strukturbestimmender Zweige der DDR“. 1974 wurde er alleiniger Leiter der HA XVIII und übernahm die Nachfolge von Rudi Mittig. Als solcher organisierte er das Unterlaufen westlicher Embargobestimmungen und das Erpressen ausländischer Exporteure zugunsten des MfS. 1985 erhielt er den Vaterländischen Verdienstorden in Gold. und wurde noch 1989 zum Generalleutnant befördert. Im Oktober 1989 erstellte er auf Grundlage der Kenntnisse des MfS eine Aufstellung, die den Investitionsbedarf in die marode DDR-Wirtschaft mit 500 Milliarden Mark bezifferte. Bereits 1980 hatte er schonungslos den Zustand der DDR-Wirtschaft analysiert und hierfür eine Rüge von Minister Erich Mielke erhalten. Zugleich gab er die Anweisung, das Ausmaß der Umweltverschmutzung in der DDR geheim zu halten. Im Zuge der Wende und friedlichen Revolution in der DDR wurde Kleine im Dezember 1989 von seiner Funktion entbunden und 1990 entlassen. Bereits zuvor hatte er die Anweisung gegeben, zuverlässige Mitarbeiter des MfS mit falschen Dokumenten zu versehen und unauffällig in der Privatwirtschaft unterzubringen, um ihre Stasi-Tätigkeit zu verschleiern. Seit 1992 war er Mitbetreiber einer Dienstleistungsfirma. 2003 beteiligte er sich mit einem Beitrag zur „Sicherung der Volkswirtschaft“ an Die Sicherheit. Zur Abwehrarbeit des MfS, einer Rechtfertigungsschrift ehemaliger MfS-Offiziere.

## Schriften
- mit Siegfried Hähnel: Sicherung der Volkswirtschaft der DDR (HA XVIII im MfS/Abt. XVIII der BV). In: Reinhard Grimmer, Werner Irmler, Willi Opitz, Wolfgang Schwanitz (Hrsg.): Die Sicherheit – Zur Abwehrarbeit des MfS. Band 2. edition ost, Berlin 2003, S. 7–160.